# Imoja
Imoja ist die Bezeichnung für ein altes italienisches Feld- und Flächenmaß. Sie galt in Udine und in der gleichnamigen Provinz. 

## Einheiten
Man unterschied zwei verschiedene Maßeinheiten: Die Imoja grande, die große Imoja und die kleine Imoja, die Imoja piccola. 
- 1 Imoja grande = 1250 Tavole/Quadrat-Passi = 5217,05 Quadratmeter
- 1 Imoja piccola = 840 Tavole/Quadrat-Passi = 3505,827 Quadratmeter